# Stanisław Nałęcz-Korzeniowski
Stanisław Nałęcz-Korzeniowski (ur. 10 listopada 1899 w Warszawie, zm. 16 marca 1974 w Londynie) – polski oficer wywiadu wojskowego i urzędnik konsularny.
Syn Zygmunta i Jadwiga Witte. Był funkcjonariuszem polskiego wywiadu wojskowego  (Oddziału II Sztabu Głównego), którego w stopniu porucznika w 1931 przeniesiono do służby zagranicznej, pełniącego m.in. funkcję wicekonsula poselstwa w Bukareszcie (1932–1933), kier. konsulatu we Frankfurcie nad Menem (1934–1939) oraz radcy departamentu polityczno-ekonomicznego MSZ (1939). W okresie okupacji poszukiwany przez placówkę Gestapo w Ciechanowie, przebywał w Rumunii a następnie w Wielkiej Brytanii. Pochowany na cmentarzu Powązkowskim w Warszawie (kwatera 26-1-17,18).

## Ordery i odznaczenia
- Srebrny Krzyż Zasługi (18 marca 1932)[4]